# Joshua Angrist
Joshua Angrist est un économiste israélo-américain né le 18 septembre 1960 à Columbus dans l'Ohio. Il est professeur d'économie au Massachusetts Institute of Technology. Il est spécialiste de l'économie du travail et de l'économie de l'éducation. Il est connu en économétrie appliquée pour son utilisation des variables instrumentales.
Avec Jörn-Steffen Pischke, il a publié Mostly Harmless Econometrics, un manuel d'économétrie appliquée.
En économie de l'éducation, il est notamment célèbre pour avoir mené avec Victor Lavy une étude sur l'effet de la taille des classes sur la réussite scolaire des enfants en utilisant la méthode de la régression sur discontinuité. La méthodologie de cette étude a été largement reprise, notamment par Thomas Piketty qui a appliqué la même méthode sur les données françaises,.
Il est l'un des trois lauréats du Prix de la Banque de Suède 2021 avec Guido Imbens et David Card.

## Publications

### Ouvrages
- (en) Mostly Harmless Econometrics, Princeton University Press, 2009, écrit avec Jörn-Steffen Pischke
- (en) Joshua D. Angrist et Jörn-Steffen Pischke, Mastering 'Metrics. The Path From Cause to Effect, Princeton University Press, 2015

### Articles
- (en) Joshua Angrist et Victor Lavy, « Using Maimonides'rule to estimate the effect of class size on scholastic achievement », The Quarterly Journal of Economics, vol. 114, no 2,‎ mai 1999 (DOI 10.1162/003355399556061)